# Karl Lukan
Karl Lukan (* 12. September 1923 in Wien; † 13. Juni 2014 ebenda) war ein österreichischer Bergsteiger, Amateurarchäologe und Autor von über 50 Büchern, die sich mit dem Bergsteigen und kulturhistorischen Themen beschäftigen.

## Biographie
Als Verlagslehrling beim Verlag Ed. Hölzel begann er seine Berufslaufbahn. Nach seiner Rückkehr aus dem Zweiten Weltkrieg war er zunächst als Redakteur bei der „Wiener Bühne“ tätig und später 20 Jahre für den Schroll Verlag und 13 Jahre für den Österreichischen Bundesverlag.
Nach dem Zweiten Weltkrieg bestieg er unter anderem die Große-Zinne-Nordwand (Comici), die Civetta-Nordwestwand und wiederholte als einer der Ersten die Besteigung der 1.600 Meter hohen Monte-Agnèr-Nordkante. In Österreich war er der Dritte, dem die Begehung des Rebitsch-Weges in der Laliderer-Spitze-Nordwand gelang und am Hochschwab der Zweite, der die Stangenwand-Südostwand bestieg. 1948 konnte er als erster Alpinist die schwierige Dachl-Rosskuppen-Verschneidung im Gesäuse wiederholen. Diese war 1936 von Fritz Sikorovsky erstbegangen worden.
Anlässlich seiner Pensionierung wanderte Karl Lukan gemeinsam mit seiner Frau Fritzi Lukan, ebenfalls eine gute Kletterin und Fotografin und Co-Autorin bei zahlreichen seiner Bücher, von Wien-Rodaun über 2500 Kilometer weit nach Nizza - siehe unten: Alpenspaziergang.
Gemeinsam mit seiner Frau hielt er Vorträge in alpinen Vereinen und Volkshochschulen in Österreich und Deutschland. Sein erstes Buch („Kleiner Mensch auf großen Bergen“) veröffentlichte er 1952, sein 50. im Jahr 1996. Am 12. September 2013, anlässlich seines 90. Geburtstages, erfolgte in der Urania in Wien die Präsentation der beiden Bücher Ein Stück vom Himmel und Zwischen Freundschaft, Vergelt’s Gott und Heil Hitler. Karl Lukan starb am 13. Juni 2014 im Alter von 90 Jahren in seiner Geburtsstadt Wien. Er wurde am Wiener Zentralfriedhof (Gruppe 28, Reihe 50, Nummer 27) bestattet.
Ein Teilnachlass von Karl und Fritzi Lukan (mehrere Archivboxen u. a. mit den Dias zu ihren Vorträgen an den Wiener Volkshochschulen u. v. m.) wurde im März 2021 dem Österreichischen Volkshochschularchiv übergeben.

## Auszeichnungen
- Goldenes Ehrenzeichen für Verdienste um die Republik Österreich (2005)[3]

## Werke
- (Hrsg.): Das große Dolomitenbuch. Schroll, Wien 1965.
- (Hrsg.): Alpinismus in Bildern: Geschichte und Gegenwart. Anton Schroll & Co., Wien 1967.
- Gelbe Wand am grünen See. Von Bergen, Fahrten und Kameraden. Das Bergland-Buch, Salzburg 1957.
- Tausend Gipfel und noch mehr. Bergabenteuer zwischen Grenoble und Wien. Das Bergland-Buch, Salzburg 1960.
- Die Alpen vom Mont Ventoux bis zum Kahlenberg. Schroll, Wien / München 1961.
- Unterwegs in Österreich – eine bunte Bilderfolge von den Verlockungen zum Reisen in Österreich. A. Schroll, 1961.
- Land der Etrusker. mit Fotos von Gerhard Klammet und anderen. Neue Sammlung Schroll. A. Schroll, Wien-München 1962.
- Bergzigeuner. „Das Bergland-Buch“, Salzburg 1964.
- Alpenwanderungen in die Vorzeit zu Drachenhöhlen und Druidensteinen, Felsbildern und Römerstraßen. A. Schroll & Co., Wien 1965.
- „Wilde Gesellen vom Sturmwind umweht…“. Ein Bergfahrtenbuch. Verlag „Das Bergland-Buch“, Salzburg, Stuttgart 1968.
- Bergsteigen – richtig, sicher und mit Freude. G. Fromme, Wien 1969.
- Romulus oder Auf den Spuren der Gründer Roms. Neff, Wien 1970.
- Hauptsach´ man weiss wo der Berg steht oder Alpinismus in Anekdoten. P. Neff, Wien 1972.
- Die Alpen vom Mittelmeer bis zum Wienerwald. Schroll, Wien / München 1975, ISBN 3-7031-0382-5.
- Dolomiten. A. Schroll, Wien, 1976.
- Quergänge: Die schönsten Bergsteigergeschichten aus 3 Jahrzehnten. A. Schroll, Wien 1978.
- Schneeberg und Rax – Hochgebirge für jedermann. A. Schroll, Wien 1978.
- Herrgottsitz und Teufelsbett – Wanderungen in die Vorzeit. Jugend & Volk, Wien 1979.
- Das Wienerwaldbuch – Kulturhistorische Wanderungen. Jugend & Volk, Wien 1980.
- Das Waldviertelbuch – Kulturhistorische Wanderungen. Jugend & Volk, Wien 1982.
- Das Voralpenbuch – Kulturhistorische Wanderung zwischen der Hohen Wand und dem Sonntagsberg. Jugend & Volk, Wien 1986, ISBN 3-224-17601-6.
- Alpenspaziergang - Durch die Alpen von Wien bis Nizza. Bruckmann, München 1988, ISBN 3-7654-2186-3.
- Faszinierende Alpenwelt. Fink-Kümmerly & Frey, Ostfildern 1988.
- Weißer Stein und Rotes Türl – Interessantes und Unbekanntes aus Niederösterreich. Jugend & Volk, Wien 1988.
- Wanderungen in die Vorzeit – Kultstätten, Felsbilder und Opfersteine in Österreich. Jugend & Volk, Wien 1989, ISBN 3-224-17605-9.
- Wenn die Wände steiler werden. Bergsteigen in der zweiten Lebenshälfte, Bruckmann, München, 1990
- Das Weinviertelbuch – Kulturhistorische Wanderungen. J & V Edition Wien Dachs Verlag, Wien 1992, ISBN 3-224-17610-5.
- Alte Welt im Donauland – Kulturhistorische Wanderung. Pichler, Wien 1996, ISBN 3-85431-129-X.
- Burgenlandbuch – Kulturhistorische Wanderungen. Pichler, Wien 1998, ISBN 3-85431-156-7.
- Via Sacra – der alte Pilgerweg nach Mariazell. Mythos und Kult. Styria Pichler Verlag, Wien 2006, ISBN 3-85431-412-4.
- mit Fritzi Lukan: Kärnten – Verborgenes, Seltsames, Unbekanntes – Kulturhistorische Wanderungen. Pichler, Wien 2001, ISBN 3-85431-240-7.
- mit Fritzi Lukan: Geheimnisvolles rund um Wien – Romantisches, Verborgenes, Unentdecktes. Pichler, Wien 2004, ISBN 3-85431-346-2.
- mit Fritzi Lukan: Heiliges und Wundersames: Die seltsamsten Plätze in Österreich. Pichler, Wien 2008, ISBN 978-3-85431-469-1.
- Ein Stück vom Himmel - Als das Bergsteigen noch wild und gefährlich war. Tyrolia-Verlag, Innsbruck 2013, ISBN 978-3-7022-3304-4.
- Zwischen Freundschaft, Vergelt's Gott und Heil Hitler - Wiener Gschichterln aus der Pantzergasse. Kral Verlag, Berndorf 2013, ISBN 978-3-99024-227-8.